# Cimetière de Lons-le-Saunier
Le cimetière municipal de Lons-le-Saunier est l'unique cimetière de la ville de Lons-le-Saunier dans le département du Jura. Il se trouve rue Robert-Schuman.

## Histoire et description
Le cimetière municipal a ouvert en 1842. Il s'est agrandi plusieurs fois jusqu'à sa surface actuelle de 6 hectares. La partie basse est la plus ancienne. Ce cimetière en pente douce et terrasses est remarquable par le nombre de tombes du XIXe siècle encore préservées et la diversité des styles des monuments dont certains sont imposants et ornés. Celui du couple du sculpteur et doreur Bourgeois et de sa femme, représentés assis côte à côte, est inscrit au titre des monuments historiques en 2011, ainsi que la chapelle funéraire de la famille Daloz, en style néoroman avec des grilles de fer forgé inscrit en 2013. Inscrits également en 2013, les monuments de la famille Dufort et de la famille Gousset. L'on peut noter la chapelle en forme de temple dorique de la famille Lelièvre, la tombe à enfeu flanquée d'anges gothiques de la famille Dayce, le sarcophage du curé et maire, le chanoine Jean Henri Marion, mort en 1820 et transféré ici par ses ouailles reconnaissantes. Une haute croix de calvaire au milieu du rond-point central porte sur son socle l'inscription : « Priez pour nous, bientôt on priera pour vous. »

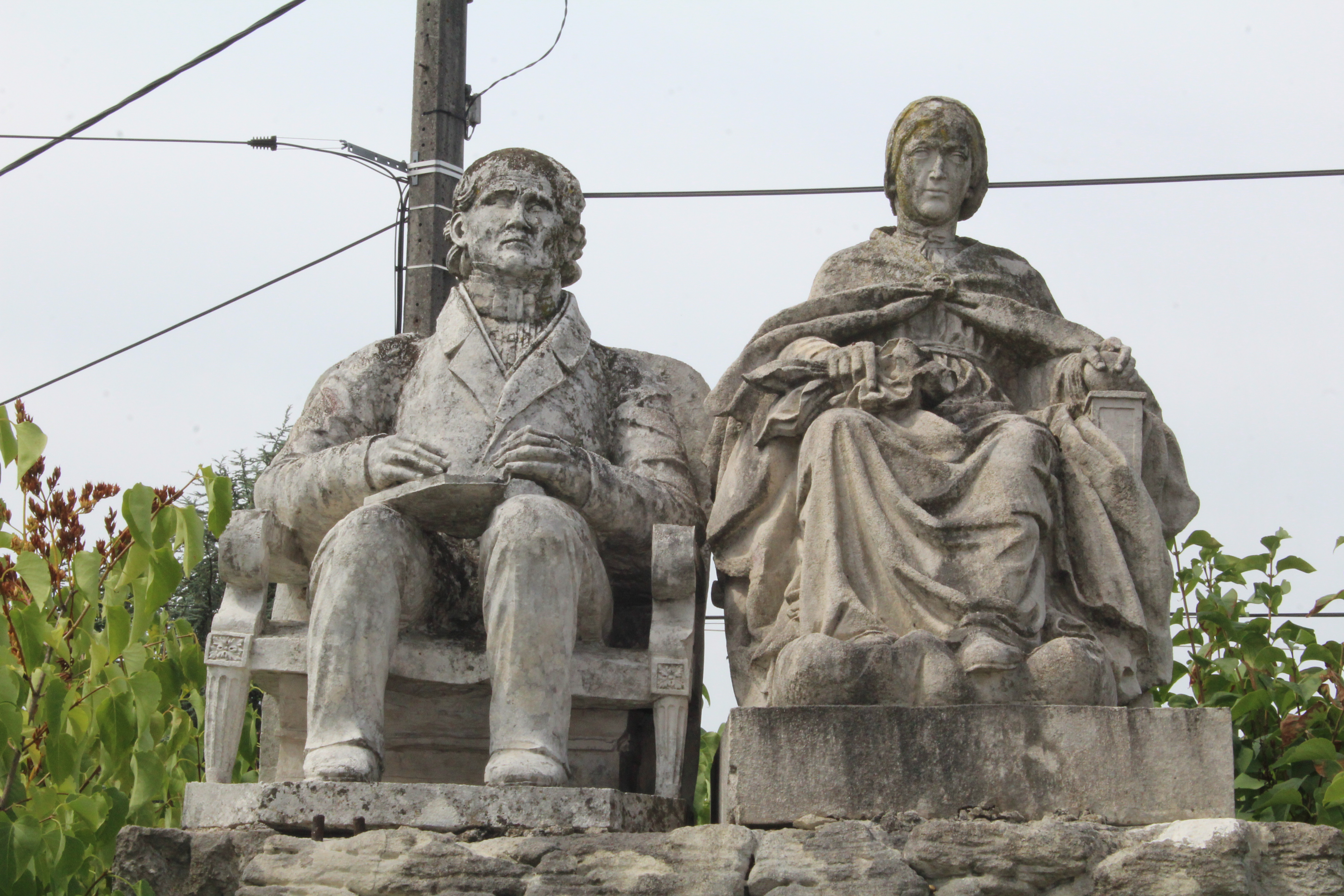
Monument funéraire Bourgeois, inscrit MH
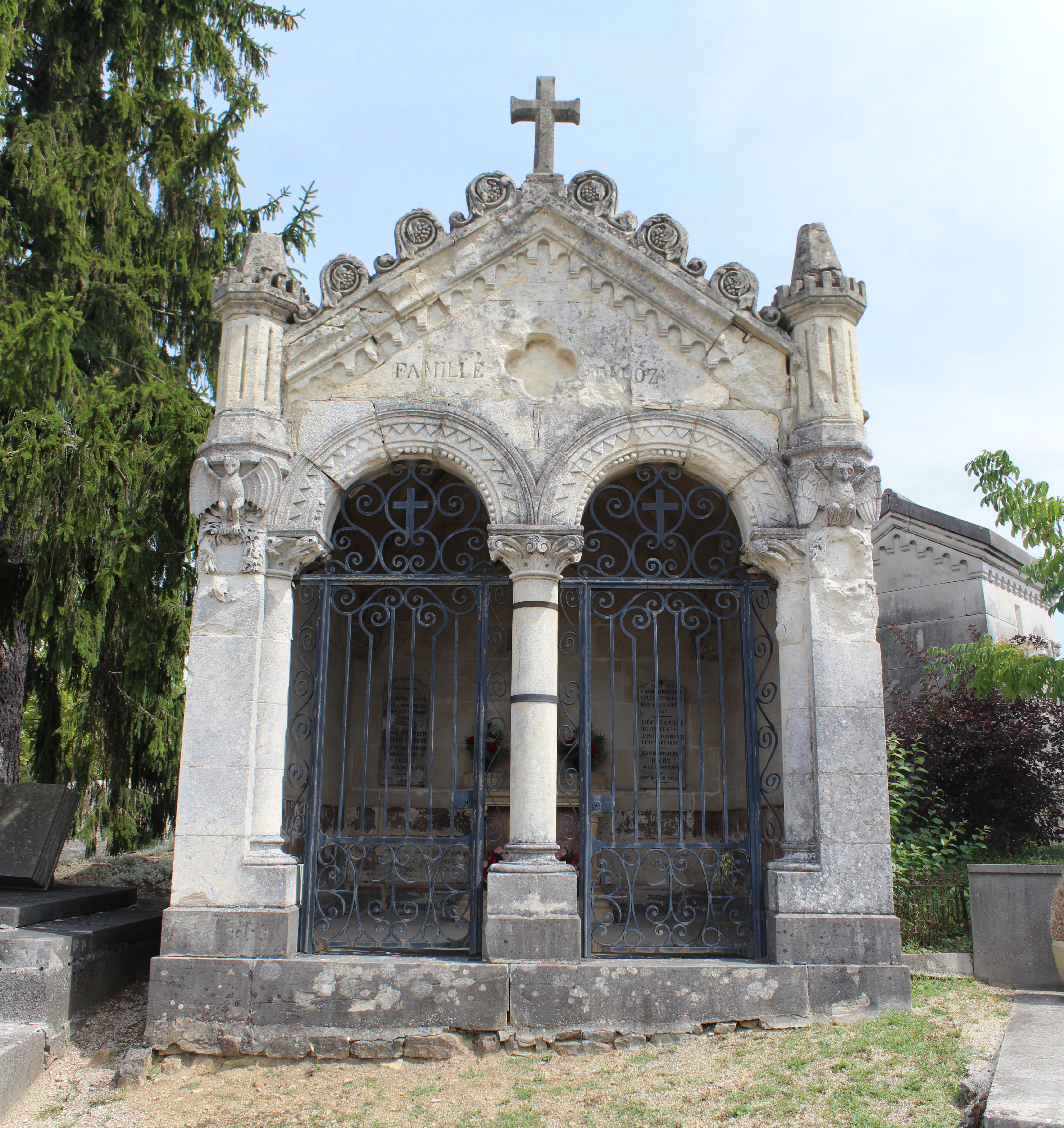
Chapelle Daloz
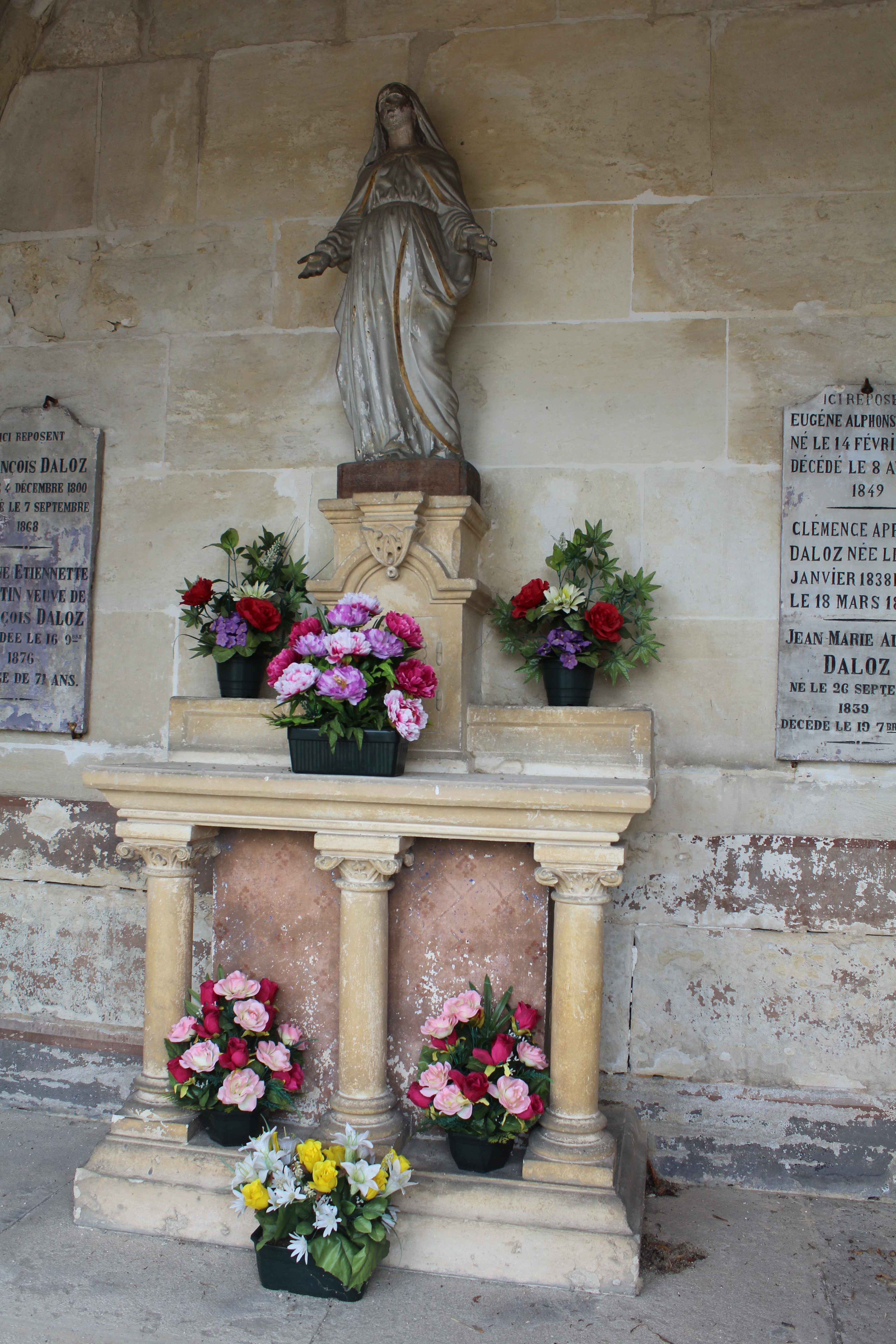
Chapelle Daloz, autel

Le nombre des officiers actifs depuis le Premier Empire est important; on peut citer l'obélisque du chef d'escadron Henri Boudier (1830-1887, qui fit la campagne de Sébastopol) avec son bas-relief de canon. Le cimetière possède un grand carré militaire de 108 tombes sur une pelouse nouvellement engazonnée. Il est en cours de restauration depuis 2021. Il possède un monument aux soldats et marins morts en forme d'obélisque et un monument aux morts de la guerre de 1870 surmonté d'une croix.
Le cimetière de Lons-le-Saunier est joliment arboré et bien entretenu, ce qui en fait un lieu de promenade et de méditation reposant.

## Personnalités inhumées
- Charles Cencelme (1878-1937), maire de Lons-le-Saunier et sénateur
- Paul Chocque (1910-1949), champion cycliste
- Médecin général Charles Clavelin (1888-1974), professeur de médecine à l'hôpital du Val-de-Grâce
- Général d'Empire Nicolas Philibert Desvernois (1771-1859)
- François-Xavier Guillermet (1814-1896), journaliste, archiviste, historien local, ami de Gustave Courbet
- Alexandre Gabriel Heim (1773-1836), préfet (sarcophage)
- Adolphe Lelièvre (1836-1915), député, sénateur, sous-secrétaire d'État aux finances dans le gouvernement Gambetta (chapelle)
- Général Henri Leleux (1901-1985), entomologiste
- Intendant général Pierre Mourret (1848-1930)
- François Tamisier (1809-1880), député et sénateur républicain (obélisque)

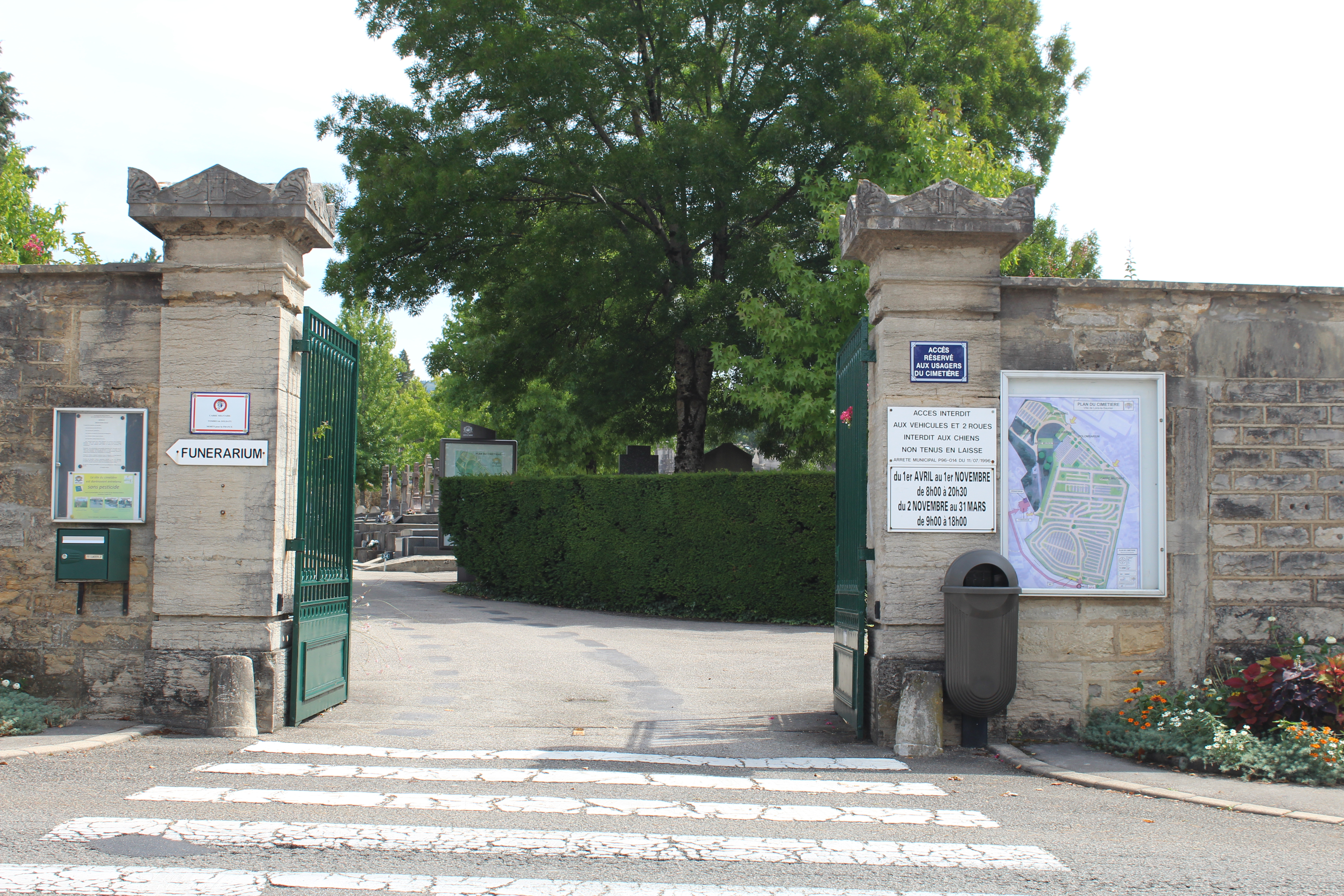
Portail d'entrée.
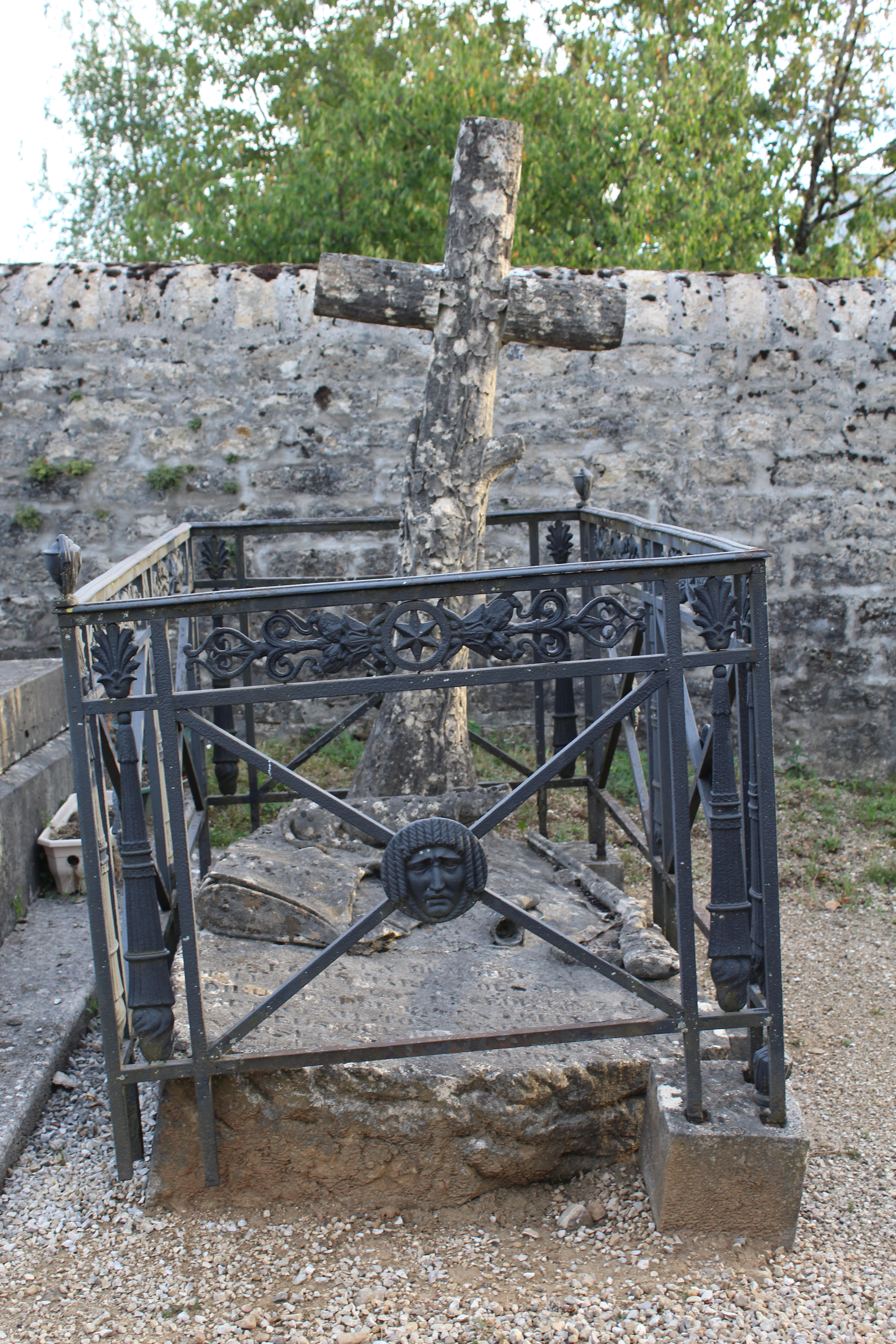
Tombe du chasseur Marin Gousset, inscrit à l'inventaire.
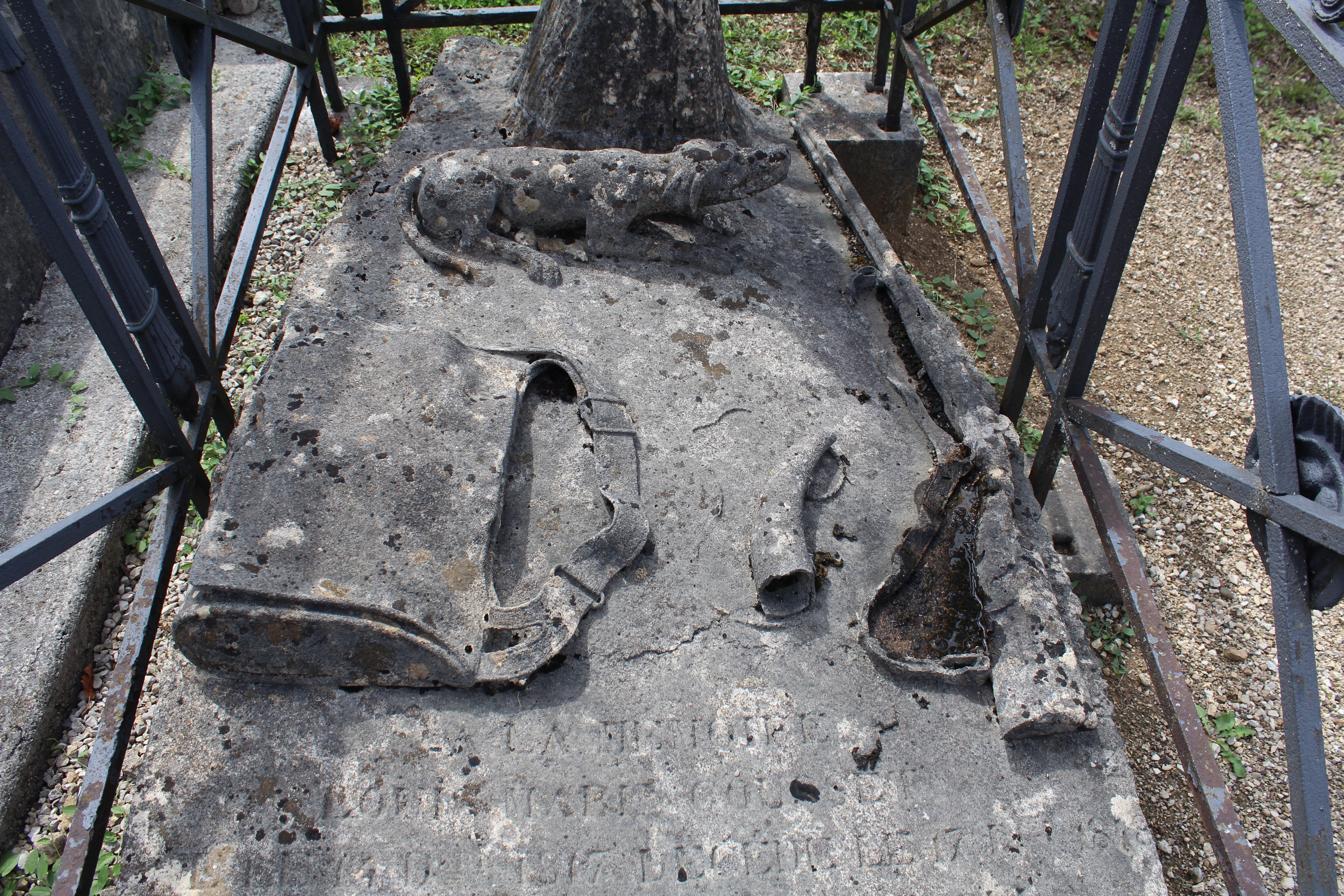
Tombe du chasseur Gousset avec son chien, sa besace, sa corne et son fusil.
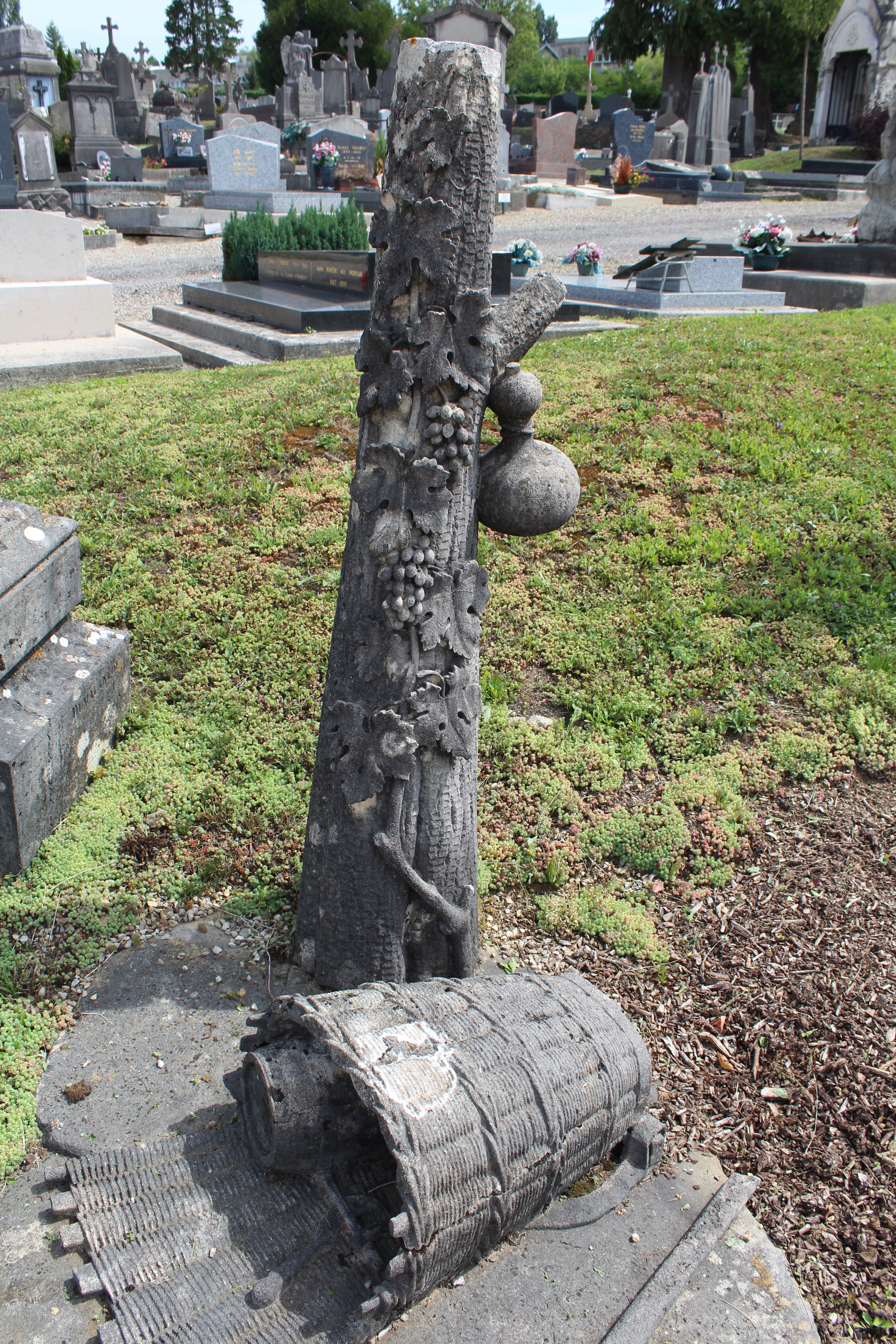
Monument funéraire du vigneron Dufert avec son sarment et sa hotte, inscrit à l'inventaire.